# Syneches graminis
Syneches graminis är en tvåvingeart som beskrevs av Smith 1969. Syneches graminis ingår i släktet Syneches och familjen puckeldansflugor. Inga underarter finns listade i Catalogue of Life.